# Lillywhites

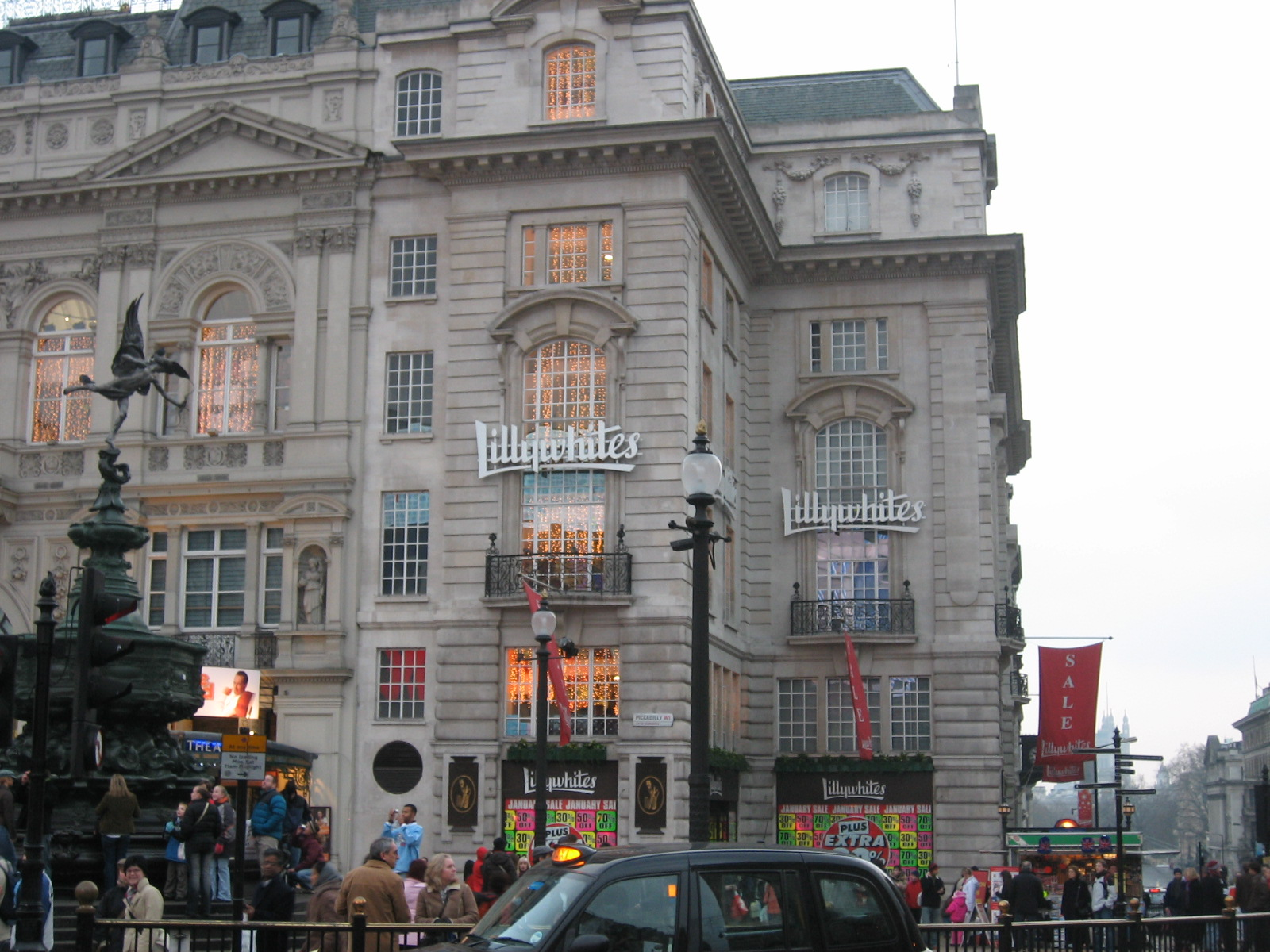
Lillywhites, Piccadilly Circus

Lillywhites – sklep sportowy znajdujący się na Piccadilly Circus w Londynie. Jest częścią spółki Sports Direct.

## Historia
W XIX w. kilku członków rodziny Lillywhite było czołowymi graczami w krykieta. Zajmowali się też produkcją i sprzedażą sprzętu sportowego. Pod koniec lat 60. XIX w. piłka do gry w piłkę nożną firmy Lillywhites - rozmiar 5 - została wybrana jako oficjalna piłka dla angielskich rozgrywek piłkarskich.
Od 1925 sklep Lillywhites znajduje się pod adresem Regent Street 25 na Piccadilly Circus. Do 2002 Lillywhites posiadało również sklepy w innych angielskich miastach, jak Leeds, Newcastle upon Tyne czy Nottingham. W 1996 roku Lillywhites zostało kupione przez portugalską firmę Jerónimo Martins. W 2002 nowy właściciel sprzedał firmę na rzecz Sports Direct (posiadającą również sklepy w Polsce).

## Działy sklepu
| 6. piętro                   | 5. piętro                  | 4. piętro             | 3. piętro antresola                             | 3. piętro                    |
| --------------------------- | -------------------------- | --------------------- | ----------------------------------------------- | ---------------------------- |
| Boks Fitness Pływanie Rolki | Tenis, squash Golf Krykiet | Dzieci Obuwie Ubranie | Trekking Outdoor Narty                          | Kobiety Obuwie Ubranie Torby |
| 2. piętro                   | 1. piętro                  | Antresola             | Parter                                          | Piwnica                      |
| Piłka nożna Rugby           | Mężczyźni Ubranie Jeansy   | -                     | Mężczyźni Obuwie Ubranie Nakrycia głowy Walizki | Lonsdale                     |